# Pasir Endah
Pasir Endah is een bestuurslaag in de stadsgemeente Kota Bandung van de provincie West-Java, Indonesië. Pasir Endah telt 14.214 inwoners (volkstelling 2010).